# 大航海時代V
『大航海時代V』（だいこうかいじだいファイブ）は、コーエーテクモゲームスがかつて開発・配信したブラウザゲーム。「大航海時代シリーズ」の第5作にあたる。PC版とスマートフォン版が配信されていた。

## 概要
本作は15年ぶりとなる「大航海時代シリーズ」のナンバリングタイトルとして開発された、基本プレイ無料のブラウザゲームである。プロデューサーは竹田智一。
ゲームシステムは、行動力を消費しながらシリーズ伝統の3要素である「探検」「交易」「海戦」を行いつつ、シナリオやクエストを進めていく。新要素としては、特に海図を変更することで世界の地形を改変させる「マルチポルトラーノ」が採用され、これにより航路や探索・交易ポイントが変化し、プレイヤーの最適なゲームプレイを行うことができる。航海中は帆船の航行する美麗なCGと搭乗キャラクターのカット絵、セリフが隅に配置され、CGの美しさが見どころの一つでもある。
当初、2014年3月18日にコーエーテクモゲームスが運営するソーシャルサイト「my GAMECITY」において配信が開始されたが、度重なる不具合により一旦差し戻して、 同年3月20日から3月25日までオープンβテストを実施。その後、同年3月26日より正式オープンとなった。このPC版は同年4月1日よりニワンゴが運営するソーシャルサイト「ニコニコアプリ」、同年5月14日よりYahoo! JAPANとディー・エヌ・エー（DeNA）が運営するポータルサイト兼ソーシャル・ネットワーキング・サービス「Yahoo! Mobage」、同年10月31日よりNHN PlayArtが運営する「ハンゲーム」においてもそれぞれ配信。また、スマートフォン用アプリケーションとしても、同年7月1日にAndroid版、同年8月4日にiOS版がそれぞれ配信され、これらは「Yahoo! Mobage」版とのセーブデータ情報が共有できる特徴を持っている。
2016年12月15日のアップデートから新章「Endless Ocean」がスタートし、新要素として真正海図、海域争覇戦などが追加された。
さらに2018年3月22日のアップデートから新章「Around the World」がスタートし、新要素として洋上探索、限界突破、航海日誌などが追加された。
2021年3月31日にてサービス終了。

## ゲームシステム
本作は、探検・交易・海戦をおこないながらメインクエストを進めていくのが目的となる。メインクエストは定期的なアップデートによって、新たな海域の開放に伴い段階的に物語の続きが追加されていく方針であり、内容も連続した物語ながらそれぞれ追加される海域にまつわるテーマが用意されている。
また、本作では他のブラウザゲームと同様に行動力システムを採用。これは、航海や探索などの各種コマンドを実行するためのポイントであり、コマンドを実行することで消費されるが、基本的に時間の経過に伴い徐々に回復していく。他にもプレイヤーのレベルアップ時やアイテムの気力の素を使用するなどでも回復できる。

### 航海
本作の航海は、従来のシリーズのようにプレイヤーが自由に船を操作を行うものとは異なり、海図上で目的地への航路を指定して進行するシステムとなっている。
具体的には「航路設定」において、海図上に表示されている港（交易や造船所などがある都市）・拠点（発掘調査ができる史跡）・船（海賊や他国船へ海戦をしかけられる）を指定すると航路が決定し、出航させると自動的に目的地へ進行する。それ以外の地点を指定すると「探索航海」となり、未発見の港・拠点を探索することができる（なお、未発見のポイントは画面切り替え時に薄く光る）。また、隣接する海図を所持している場合は、海図端の領域を指定すると隣接する海域の海図に切り替わる。移動できる距離は航続の数値分までであり、これは船の性能や探索担当の航海士の探索値によって反映される。ただし、同時にそれに準じた行動力も消費されるため、要求されるポイントが不足している場合は移動することができない。
航海中はランダムで洋上イベントが発生する。内容は、資材や行動力などのアイテム取得、海賊や他国船との遭遇、嵐や藻などの自然災害によるトラブルがある。特にトラブルは様々な種類があり、主に船の性能や食料などにダメージを受けてしまうが、発生の際に時限選択肢が表示され、時間内に正しい回答を選ぶと、被害を最小限に抑えられる。なお、航路設定時にトラブル回避用のアイテムを装備することで被害を回避できるが、大嵐、猛暑、流氷、サルガッソーなど効果半減もしくは対処する手段がない災害もある。
本作の大きな特徴として「マルチポルトラーノ」がある。これは、海図を変更することで地形を劇的に変化させるシステムであり、これにより現実世界では内陸にある都市にも船で乗り入れできたり、異なる探索・交易ポイントを出現させることができる。変更の際にはラピスラズリを消費することで任意に変えられるが、変更させる海域にプレイヤーがいる場合は海図変更はできない。なお、各海図には「海図ミッション」が設定されており、各々の達成条件を満たすと各種アイテムなどの報酬が得られる。

### 艦隊
本作ではプレイヤーが所有する艦船数は航海レベルによって制限がある。また、実際に艦隊を組める隻数は4隻が最大になり、他の所有船は予備として待機することとなる。なお、艦隊は「編成」コマンドで予備と入れ替えが可能で、艦船の保管場所については従来のシリーズのような制約はない（従来のシリーズでの艦船の入れ替えは、港湾もしくはドックがある港のみ、かつ艦船はその港固定だったが、本作ではどこの港でも、あまつさえ港湾施設がない拠点でも入れ替えが可能）。
本作では自分の所有艦船の他に「交流」コマンドを実行することにより、他のプレイヤーが所有する艦船をレンタル船として1隻借り受け、自艦隊へ編入することが可能なシステムとなっており、この4隻＋レンタル1隻＝5隻が航海する自艦隊の最大数となる（ただし、酒場での「対戦」ではレンタル船を編入することはできず、自艦隊のみで戦わねばならない）。無論、レンタル船を拒否して自艦隊のみでの航行も可能だが、本作では戦闘力の高い、または搭載量の大きい艦船をレンタルができるかによって、プレイの難易度にかなりの影響が出る上、レンタル船は自然災害の被害を受けず、被害で積荷も喪失しない特徴があるので（ただし、戦闘で撃沈されることもあるので無敵ではない）、拘りがない限り、レンタル船を活用するのが効率的なプレイスタイルであるといえる。
なおレンタル船は必ず、艦隊編成では最後尾（5隻編成なら5番艦）へ配置される。また、レンタル船の借り受け時間は毎日、午前8時59分までとなっている（2017年5月現在）。

### 艦船
艦船は「探検」「戦闘」「交易」向きに大別され、それぞれ性能にかなりの偏りがある。概ね「戦闘」は戦闘力と耐久力が高いが搭載量が低く、「交易」はその逆。「探検」はその中間であるが、航続距離が長く、積載できる食料が多くなっている。また、耐波性が◎、○、△、×の四段階であり、×の船（ガレー船などが多い）は、欧州から出た外洋での嵐では自動的に判定失敗となる。プレイヤーは「小型」「中小型」「中型」「大型」の艦船を建造可能。
2015年3月に大型船が実装されたが、2019年4月現在での入手手段は期間限定ガチャのみのため、通常、プレイヤーが扱えるのは中型船までとなっている。バスに耐波性が付いたり、かつて大型船であったスクーナーが中型に落とされた反面、ナオがキャラックよりも高性能になったりと、かつての「大航海時代シリーズ」の艦船とは性能が一変しているので、注意が必要である。
全種の船で積載できる積荷は原則的に1種類だけだが、2019年9月より、二つの品を積み込める交易船グランアンフルートが登場し、2種積み込める「フルート」船という枠ができた。
プレイヤーの初期所有船は旧式の軽ガレオン「オセアノ」号だが、その他の船を得るためには設計図の入手が必要となる。設計図には7段階（基本を含めれば、8段階）のランクがあり、基本であるEが最低で、Dより一箇所ずつ性能が強化され、C→A→Sを経て7箇所強化されるXが最高となる（同じ能力が複数強化される場合もある）。なお、設計図は使い捨てであり、同じ船を建造するための複数回使用は不可能である。新造した艦船には名前が付けられるが、決定後のネーム変更はできない。また、メインシナリオをある程度進行すると、レオナルド・ダ・ヴィンチに所持している2枚の設計図を組み合わせて、低確率だが等級の高い設計図に作り直してもらえるイベントが発生するようになる。そのためには、ヨーロッパ各地を点在するダ・ヴィンチを捜す必要がある。
2015年8月3日のアップデートにより、新造する中小型以上の船に船固有の特殊性能（特性）が最大3つまで付与されるようになった。この特殊性能によって、戦闘で有利な特性がついたり、特定分野の交易での収益が上がったりする。特殊性能が付与される港は船の種類らよって異なっている。後のアップデートで既存の船に特殊性能を付与する流れの船大工が各海域に1都市ずつ配置されるようになった。流れの船大工は各都市の造船所をうろついているが、酒場での情報収集で居場所を知ることができる。既存船に特殊性能を付与させるにはジュエルが必要。
また、特殊性能が発揮されるには各航海士に振り分けられた適応力の合計が特性が定めた数値以上であることが条件となっている。
2017年7月のアップデートによって、建造後の船舶にジュエルか金貨を投じて性能を向上させる改装が実装された。改装できる回数は船の大きさによって差があり、上昇する数値はジュエルを投じた方が伸び幅が良くなっている。改装結果をリセットするのにもジュエルが必要。
同時に、今まで装備品の1つだった紋章が各艦に独立して1つずつ取り付けられるようになった。
登場する船のカラーはそれぞれ固有の色の他に、イベント時に出る船はテーマ的な色の組み合わせがあり、クリスマスの時はツリーとサンタクロースをイメージした緑と赤、ハロウィーンの時はカボチャをイメージしたオレンジに紫である。

### 海戦
本作の海戦は、港や拠点での航路設定によって船を目標に出向する場合と、航海中での洋上イベントにて船と遭遇した場合に発生する。
海戦の流れとしては、はじめに「砲撃フェーズ」が行われ敵味方が一斉に砲撃をはじめる。次に「各艦戦闘フェーズ」が行われ、敵味方1対1に分かれて戦術を選び戦うことになる。敵や味方の船のどちらかがすべて沈没するか、2ターンの戦闘を終えると海戦は終了する。砲撃フェーズと各艦戦闘フェーズの間に、戦闘から撤退するかの選択を求められるが、撤退するとかなりの額の財貨が消費される。

### 交易
ゲームを進める上で必要な金貨は交易所での交易で手に入る（他、各種イベントでも獲得ポイントの条件をクリアするごとに多額の報酬が手に入る）。後述の投資戦（投資イベント）などでは扱う品物も高額になり、多額を稼げるようになっている。これをイベントでの投資に回すか、他の使い道にするかは自由。従来の「大航海時代シリーズ」では交易品は数値入力が必要だったが、本作では品を選んで一括購入に省力化され、ワンタッチで出来るようになった。基本的に、特産品を安く仕入れ、高く売れる他の港で売る商売のセオリーにのっとっている。同じ品物を同じ港で売る、を繰り返すと相場が下がる。産出する交易品、高く売れるものは歴史的背景を反映していて、知っているとなお楽しめる。（酒類はアルコール御法度のイスラム圏では赤字になるなどの法則がある）航海士がスキルを持っていれば、一定の確率で普段の相場より高く売れる「流行」、仕入額が安くなる「安売り」が発生し、他のプレイヤーが起こしたものの恩恵にあずかることも出来る。

### 拠点
拠点では、遺跡を探検して発見物などを見つけたり、航海に必要な食糧を調達することができる。
拠点での探検の流れとしては、まず行動力を消費して「調査」をして拠点周辺にある遺跡を捜索し、発見した場合はその遺跡の調査度が100%になるまで調査を行うと「発掘」することができる。なお、調査の際には発見物や金貨・資材などのアイテムが入手する場合もある。次に「発掘」では、発掘Ptを消費して発掘可能な岩状のマスの中に眠る宝箱を掘り当てながら最下層を目指していく。このマスの中には、発見物や金貨・ラピスラズリなどがある宝箱、何もないハズレ、発見物などや発掘PTを奪われる賊や太古の呪いなどの罠がランダムに配置されており、副官であるニーナによる宝箱や罠の可能性があるマスが点滅（宝箱は緑、罠は赤）するアドバイスも発生する。また、ゴールドラッシュという宝箱発見時の報酬が3倍になる時限的イベントが発生する場合もある。遺跡は5層構造になっており、発掘度が100%になることで次の階層に進められるが、下層になるほどマスが増加し発掘度の上昇率が低くなるなど攻略がより困難になっていく。
最下層まで到達すると、新たな海図やメインクエストなどに必要な発見物などの報酬が得られる。また、発見物には種類や価値が設定されており、王宮で発見物を報告した際の報酬額や酒場娘の好感度上昇に影響する。
発掘に必要な発掘Ptは、航海中の洋上イベントごとに回復していき、他にもプレイヤーのレベルアップ時やアイテムのつるはしを使用するなどでも回復できる。なお、航海士によっては、探索PTを増加させたり、罠を回避したりするスキルを保有するキャラクターがおり、これらを艦隊に編成することでランダムに効果を発揮できる。
また、拠点では行動力を消費して航海に必要な食料を入手できる「調達」も行える。

### 航海士
基本的に航海士はカードとして登場する。NP（航海士ポイント）やジュエル（有料アイテム）などを使用しての「スカウト」や、特定の港での自動加入などで新たな航海士を入手することができる。
航海士にはの艦船運用に関するステータス探索（航続能力や各艦戦闘フェーズの予測精度に影響）、戦闘（海戦時の強さに影響）、交易（交易品の取り扱いや投資に影響）、とそれ以外の勲功（航海や海戦などでの経験）、爵位（勲功値毎の称号）のステータスがある。また、レアリティという格があり、N→R→SR→UR→LRの順で強いカードとなっている。基本的に「編成」画面で船に乗船させることではじめてその能力を発揮できる（1隻につき探索、戦闘、交易の各1名まで）が、同一名の航海士はレアリティがランクが違っていても艦船へ複数配置できない。
航海士は「育成」によって他の航海士カードを消費することで、基本ステータスや保有するスキル（特殊効果をもつ技能）レベルを強化できる（上限10レベル）。ただし、保持するスキルを有効活用するためには艦船のステータス欄へ適切に配置する必要がある（戦闘スキルを持っている航海士が乗船していても、交易欄に配置していてはスキルは発動しない）。スキルはレベルが上がると発動率と効果が上昇する。スキルの上昇には同じスキルを持った航海士を育成に投じるか、2015年12月25日に実装されたスキルトレーナーを投じる必要があるが、レベルが上昇するに従って成功確率は低くなる。
航海士のレベルが上限にまで達すると、同一の航海士カードを消費することで「覚醒」を行うことができ、これによりレベルの上限を増えて更なる強化が可能となる。覚醒の際にはステータスにボーナス値が付与されるが、これは航海士の爵位によってその比率は異なる。また、場合によってはスキルも上位のスキルに強化されることもある。なお、覚醒は2段階までが上限である（Nなら、N→N+→HN。Rなら、R→R+→HR。SRなら、SR→SR+→SSR）。
2015年8月3日のアップデートから、各航海士に適応力が設定された。適応力は航海士アイコンの右上に鈴と数値が点滅する形で表記されている。船に搭乗した3人の適応力の合計値によって、艦船の特殊性能が発揮できるかが決まる。適応力の数値がつくか否かはランダムで決まるが、NPやチケットでのスカウトよりジュエルを使ってのプレミアムスカウトで得た航海士の方が、高い適応力を持つ傾向がある。適応力の数値の大きさはおおむねレアリティの格に準じている。Nカードはほぼ０だがRからは１付くのも現れる。
2017年1月に行われたイベントから、SRカードの上位カード、「UR」が登場している。
2019年3月の5週年記念イベントから、さらなる上位カード、「LR」が登場している。LR航海士は2019年4月現在、スカウトでのみ登場している。

#### 補佐官
2019年8月29日のアップデートから、各艦隊に探検、戦闘、交易担当の補佐官として航海士を別箇任命できるようになった。補佐官には補佐官専用の経験値レベルが用意されており、航海や戦闘をすることによって経験値が上昇する。また、各種スキルは補佐官であっても通常通り発動する。

#### 限界突破
2018年3月22日のアップデートから、航海士の上限レベルを上昇させるタリスマンが実装された。

### クエスト
各港には各種依頼を請け負える「依頼」や、国の方針に意見を述べられる「王宮」、船員の雇用や酒場の主人、酒場娘との会話ができる「酒場」がある。

#### 依頼
海賊船退治や交易などの各種依頼を行うことで財貨やNP、航海用具、チケットを獲得できる。1度に請け負える依頼は1種類のみである。各依頼には大まかな難易度が星印で示されている。各依頼には実時間による制限時間が設けられており、期限を過ぎると依頼は破棄となる。また、「進行状況」欄で自主的に破棄することもできる。達成した依頼は任意の依頼欄で報告することで終了となる。なお、依頼の中には未到達海域に限定した依頼も混じることがあるので注意が必要である。

#### 王宮
各王国の首都がある都市（リスボン、トレド、ロンドン、パリ、アムステルダム）にのみ存在する。王宮では遺跡で発見した発見物を報告することで名声を得たり、他国との関係を変更するための提言をすることができる。また、敵対国の艦隊を倒す、投資で同盟港を増やす、王室からの依頼を達成する（首都のある都市で発生しやすい）ことによって上昇する貢献度によって、爵位を得るためのクエストを請け負うことができる。爵位を獲得することで提言の成功率が上がるなどの特典がある。
プレイヤーが初期に所属している国はポルトガルだが、所属は他国の王宮にて自由に変更できる。

#### 酒場
酒場では船員の雇用や、酒を振る舞うことで船員の士気を向上させる他、酒場の主人や特定の港にのみいる酒場娘と会話するができる。酒場の主人や酒場娘は請け負っている依頼のヒントを有料で教えてくれる。
酒場娘は遺跡で発見した発見物を冒険話として聞かしたり、依頼などで獲得したプレゼント品を贈ることで好感度が上昇する。酒場娘は各々発見物の種類やプレゼント品に好みの違いがある。好感度が上がるにつれ、頬を赤らめる、グラフィックに輝きを示すエフェクトがかけられる(上昇するにつれ輝きが増す)などの特殊効果が出る。最大になるとその証として装備品の1つである紋章が贈られる。
酒場娘の好感度が一定以上になると、依頼のヒントがより正確になる。また、1度の入港時に1度だけ、会話とともにNPやまれにジュエルを贈ってくる。ただし、好感度の高い酒場娘を放置して他港の酒場娘を口説いていると、たまに嫉妬を起こして入港時に冷たくあしらわれる事態が発生する。当然ながら好感度も大幅に下落する。

### ギルド
2015年1月29日のアップデートで実装された。他のオンラインゲームにあるギルドに近しいプレイヤー同士の交流組織である。
ラピスラズリをギルドに寄付することができ、一定量に達するとギルドのレベルが上昇する。レベルに応じて、ギルド参加人数の上限やメンバーの行動力や資材保有上限がそれぞれ上昇する。また、一定のレベルに達すると、ギルドに用いられるグラフィック画面が変化し、より豪華な内装となっていく。
ギルド内にはメンバー専用の交流用の掲示板がある。また、ギルドメンバーの総合による週間ランキング報酬も用意された。

### 商館
2015年12月25日のアップデートで実装された。プレイヤー個人の金貨、資材、NPの保管庫としての役割がある。
また、配下の航海士による遠征隊を組織することができ、任意の命令を自動で行いプレイヤーをサポートできる。任務は討伐遠征・交易遠征・探検遠征があり、成果は配下の中から任命した商館長の能力によって左右される。
商館は、金貨や交易品などを投じて規模を拡張させることができる。商館が建てられる都市はプレイヤーの所属国との同盟港（首都はできない）で、一定の都市レベルに達していることが条件である。商館は1カ所のみで、移築する際は前の商館は閉鎖されるとともに、一定の時間新築できなくなる。
2019年8月29日のアップデートによって、これまで商館本拠地のみで行えた商館コマンドが、常備ボタンによってどの都市でも行えるようになった。

### 洋上探索
2018年3月22日のアップデートから導入された海上での宝探しイベントである。
航海中における海賊戦での報酬や、酒場娘からのプレゼントとして、宝の地図を入手することがある。宝の地図はある海域の一点に赤い✕印がある（難易度の高い地図は海域のみ）が記されており、その地点に移動することによって宝物をサルベージすることができる。赤い印の海上は画面の洋上が輝くエフェクトがあり、赤い印のない難易度の高い地図は、この輝くエフェクトを求めて目標海域の海上を動き回る必要がある。
目標地点に到達したら、陸上の拠点と同じように探索を行う。探索に成功すれば、海に沈んだ宝箱や沈没船が発見できる。これらを回収するためにも、陸上の探索と同じように100%になるまで探索を行う必要がある。また、沈没船の場合は最寄りの港まで引き連れて、初めて回収できる。
宝箱の中には各種航海道具、贈り物、金貨、NP、ラピスラズリ、スキルカードなどに加えて、限界突破に必要にタリスマンが入っている。ただし、開封にはそれぞれの宝箱の色（金・銀・銅）に対応したピックが必要である。ピックは2019年9月現在、イベント報酬やウィークリーミッションで入手できる。力ずくで宝箱を開けるという方法も選択肢にあるが、高い確率で中身ごと破壊してしまう。
また、宝物の他に任意の場所で探索することによって発見物である海洋生物が釣り上がることがある。海洋生物は個別に全長・体重がランダムに決められ、最高記録が記録される。たまに海洋生物の腹からキーピックなどのアイテムが発見されることがある。

### ジュエル
本作ではジュエルと呼ばれる有償による課金アイテムが存在する。これは指定された量を消費することで、ランダム型アイテム提供方式であるガチャで強力な船装備（設計図含む）や航海士を入手したり、航海士・船装備の所持枠の拡張、「船体強化」でより高くパラメータを上げるなど、プレミアム的なサービスが得ることができる。
基本的な入手の方法としては、リアルマネー（現金・電子マネーなど）から各プラットフォームのゲーム内通貨へと換金し、そこから「ショップ」で任意の量のジュエルを購入する流れとなる。それとは別に、ログインボーナスや各種イベント・ミッションの課題を達成した際の報酬など、幅広い機会で無料で得られる手段があるため、他のゲームのように過度なアイテム課金をしなくてもそれなりに楽しくプレイできる仕様になっている。

## 各種クエスト、ミッション
前述の通り、本ゲームはメインクエストを進めることによって物語が展開し、新たな海域での航海が可能になる。その他にも、海図ミッション、列伝クエスト、爵位クエスト、そしてデイリーミッション、ウィークリーミッションおよびマンスリーミッションが用意されている。これらのクエストは各港のクエスト欄（酒場）で受けられる依頼も含めて、同時に併行して行うこともできる。
メインクエストを初め、ストーリー展開のあるクエストは進行状況欄にある航海日誌で時系列が確認できる。

### 海図ミッション
各海図ごとに設定されている目標を達成することによって、財貨やチケット、ジュエルを獲得することができる。本ゲームでは海図ミッションを40枚達成しないと航海士レベルが70以上には成長しないので、さらなる成長を望むプレイヤーには欠かせないクエストである。
2019年9月現在、海図クエストで用意されている目標は主に以下の通りである。
海賊を目標数倒す
この目標が提示されている海域にいる海賊艦隊（他国籍艦隊を除く）を倒し続け、海域の危険度を0%にすると「（海域名）強者」という名の艦隊（マップ上では銀色で表示）が登場する。この強者を5回倒すと、6回目には「（海域名）覇者」（マップ上では金色で表示）が登場する。この覇者を倒すことで達成する。
都市レベルを最大にする、各都市の交易品を出現させる
どちらも都市に投資を行い、都市レベルを最大(40Lv)にすることで達成できる。スタート地点のヨーロッパから遠い海域ともなれば、最大レベルに達しないと登場しない交易品が揃えられたミッションであることが多く、事実上同じ内容のミッションだと言える。
酒場娘の好感度を最大値にする
酒場娘の好感度を最大にまで高めれば達成となる。当然ながら、酒場娘がいる都市の海域のみ存在するミッションである。
遺跡の発見物を探し出す
拠点にある指定された発見物を全て探し出すと達成となる。
その他、特殊なクエストがある海図もある。

### 列伝クエスト
一部の航海士には「列伝クエスト」があり、「図鑑」内の「航海士」欄から任意で発生させることができる。内容はその航海士にまつわる個別の物語であり、これをクリアすることで各種アイテムやその航海士の新スキルの追加などの報酬が得られる。列伝クエストは初期に設定された一部の航海士に含め、アップデートによって逐次的に追加されている。

### 爵位クエスト
貢献度が一定の値に達することで、爵位を上昇させる爵位クエストを請け負うことができる。爵位は水夫→航海士→准勲爵士→勲爵士→騎士→准男爵までがある。

### デイリーミッション、ウィークリーミッション、マンスリーミッション
2019年8月29日のアップデートにより、日毎、週毎、および月毎に目標を達成するごとに報奨を獲得する各種ミッションが常備されるようになった。期限はデイリーが毎日9時00分から翌日の8時59分まで、ウィークリーミッションが毎週月曜日8時59分までである。
これにより、サービス開始時から続いていた旧型のデイリーミッションは同年9月26日をもって廃止された。

### 真正海図
2016年12月のアップデートから実装された海図ミッションの一種で、現実世界に即した真正海図を得るのが目的である。ミッションはすべての王宮にいる謎の依頼者、サンジェルマンからの依頼を達成し、彼に報告することで調査率のパーセンテージを上昇させることで進行する。依頼は通常の依頼と同じ交易や海賊討伐といったものから、その土地の由来にまつわるイベントを見るといったものまである。調査率が100％に達すると真正海図を通常の海図と同様に使用できる。その際、本来なら内陸にある都市(トレドなど)は最寄りの都市から陸路で移動するコマンドが登場する。
真正海図の依頼をこなすと、海域調査Ptなるポイントが加算される。真正海図のクエストを一定量進めると、海域調査Ptを使ってその海域での活動が有利になるボーナスを受けることができる。設定は王宮でできるが、設定している間ポイントは一定時間ごとに減少していく。

#### UR航海士との契約
真正地図のイベントを進めていくと、各海域ごとに設定されたUR航海士と契約し、航海に加えることができるイベントが発生する。
UR航海士は契約の際に、1名の契約者と複数の協力者を選択し、UR航海士と交渉するという形式が取られる。交渉は確率があるが、契約者がUR航海士と同一キャラ（SSRなど、レア度の高い航海士が望ましい）である方が確率が高い。いずれにせよ、契約者及び協力者は航海士から除外されるので慎重な選択が必要である。また、契約できるUR航海士の数も決まっており、UR航海士の育成はR以上の航海士でないといけないなど、高い性能に相応なコストがかかる。

## 各種イベント
ゲーム中には海戦や投資などの成果を競うイベントが定期的に催される。イベントは様々な大物航海士が地域の治安維持や宝探しを依頼するという形式で行われ、参加者には5～8日ほどの期間中参加賞の他に成果を得るたびに加算される功績値ごとに報酬が渡される。また、成績に応じたランキング報酬が個人とギルド別にあり、上位成績者はレアな航海士などの希少な報酬が入手できる。
イベントの会場へは画面上のサイドバーから入退場できる。その際、どの都市にいようが問題ないので、プレイヤーの現在位置から遠かったり未到達の海域でのイベントになる場合もある。なお、イベント海域は専用の海図と都市が用意される。会場海域と通常海域との出入りは自由だが、交易品の持ち込み、持ち出しはできず金貨へと自動換金されてしまう。
イベントは各日ごとに18人のグループに分けられ、それぞれ上位成績者が次の日に上位グループに昇格し、下位成績者が降格される。グループはランクごとにD（初日グループにして最下層）からS（最上層）まであり、上位グループほど狭き門となっている。各日ごとには総計の他にデイリーランキングが用意されており、各日上位成績者ほど良い報酬がもらえ、上位グループほど報酬の質も上がる。各日の順位確定とランク変動は通常、14時～15時に行われるクールダウンタイムという集計時間に行われる。クールダウンタイムになると強制終了となり、通常海域に戻される。
2015年3月のイベントから、イベント内で海戦や投資を行うとアストラルポイント(AsPt)を獲得できるようになった。このアストラルポイント100点につき1回、占い師シーダによるアストラル占いという福引きが行えるようになった。初期の占いは航海士を得るチケットのようなものだったが、その後は福引き方式に変更された。占いはノーマル（通常の景品中心）、トラブル（航海道具中心）、プレゼント（贈り物中心）、プレミアム（SR航海士が含まれている）の4種類のリストから選んで抽選をするが、それぞれ1回ごとに使用するAsPtはノーマルが100pt、プレミアムは900ptと違う。景品には財貨、NP、ラピスラズリ、チケット、航海道具、各種アイテム、そして航海士が用意されている。また、累計10万ptを達成するとSR航海士が引けるプラチナチケットが入手できる。また、2015年夏のイベントからは期間限定の航海士へのスカウトができるシーズンチケットや、2016年からはスキルトレーナーも景品に加わった。なお、この累計10万ptを達成したかで、イベント終了後に見られるエピローグに変化がある。
AsPtの上限は50000であり、上限を越えたポイントは加算されない。そのため、成功報酬の中には1000～6000ほどのアストラルポイント報酬（自動加算）があるので注意が必要である。また、財貨、NP、ラピスラズリ（報酬でもらう分は加算されない）も最初は宝箱（報酬用のアイテムボックス）に入れられていたが、すぐ上限200に達してしまうことから、これらのアイテムは自動加算されるようになった。その際、上限を越えるとこれらも加算されない。イベント終了後も、一定期間は報酬の受け取りやアストラル占いが行えるが、期間が終了しイベントバナーが撤去されると、これらも消失する。
イベント中、海戦や投資を行うごとにチャンスゲージが溜まり、ゲージが満杯になると各種の特別な効果（チャンス）が10分間発動する。チャンスには獲得功績値が倍増する“ダブルチャンス”や、攻撃力が1.2倍になる“ストライクチャンス”など、各種イベントに合わせて複数あり、ランダムに発動する。プレイに応じて有効なチャンスをいかに生かすかがイベントの成果を左右する。
また、イベントには海戦での戦闘力が特別に上昇したり、投資の効果が上がるといった有利な特性を持ったスペシャル航海士がイベントごとに設定される。大抵は直前のプレミアムスカウトに登場した航海士や、以前のイベントでの上位報酬で登場した航海士が格段の性能を得る。

### 討伐イベント
討伐イベントではイベント海域に点在する敵海賊艦隊を撃破する。撃破するごとにボス出現確率（最高100%）が上昇し、ボスを倒すことを目的とする。一定回数ほどボスを倒すと、初級から上級まで3種類ある海図のより階級が高い海図での討伐が可能となる。ボスは倒すごとに強くなり、また出現確率も減る。イベントが続く限り、ボスは現れ続ける。
討伐に出撃するには最大6つまであるEVポイントを消費しなければならない。EVポイントは1回につき何個消費するかで、海戦時の自艦隊の戦力が増減される。1個では通常戦力の半分、6個では3倍となる。EVポイントは時間経過による回復の他に、アイテムのソーマの使用で回復できる。
2016年8月の討伐イベントから賞金首として、大型艦に搭乗した強大な敵がランダムに現れるようになり、討伐することによってさらなる功績値を得られるようになった。賞金首との海戦は砲撃フェーズを3回繰り替えすもので、スキルが使用できる「スキル戦闘」か、スキルが発動しないがクリティカルが発生する「総攻撃」かを1回ごとに選択する。賞金首は30分で逃げてしまうので、その間に撃破しなければならない。賞金首は倒されるたびに強大化し、イベント中何度も登場する。賞金首を倒し損ねた、あるいは敗北した場合、他のプレイヤーに救援を要求することができる。救援を要求できるプレイヤーはその時ログインしているプレイヤーからランダムに30人が選ばれ、フレンドは優先的に選ばれる。救援要請後は応じたプレイヤーによる総掛かり戦となる。自分が他プレイヤーの救援要請に加勢することもできる。
賞金首を倒す、あるいは制限時間以内に誰か救援者によって倒された場合、ダメージにどれだけ貢献したかなどによって功績値が得られる。賞金首からは多くの功績値が得られるが、デイリーランキングの点数に加算されないので注意が必要である。
ちなみに、賞金首第一号はジュピトルであった。

### 対戦イベント
対戦イベントは討伐イベントに似ているが、通常の対戦と同じく他のプレイヤーとの対戦となる。一定確率でボスが登場し、海図が3種類あるのは討伐イベントと同じである。また、回復アイテムも通常対戦と同じビスケットだが、イベント専用の限定ビスケットが報酬として支給される。

### 投資イベント
投資イベントはイベント海域に点在する都市に投資をして都市レベルを上げるイベントである。イベント都市にも交易品があり、イベント海域内なら自由に交易することができる。ただし前述の通り通常海域に交易品の持ち出しはできない。投資する財貨は通常の所持金貨を使うので、多額の出費と収入が得られるイベントである。
アイテムの砂時計を使用することでチャンスの持続時間を1分間延長できる。

### 探索イベント
探索イベントはイベント海域（このイベントだけは1種類）にある拠点を探索し、6色6種類、計36個の宝物を掘り当て、あらかじめ定められた個数を確保するゲームである。1回の発掘回数は20回で、お題はクリアするたびに複雑になる。
また、他のプレイヤーに対戦をしかけ、所持している宝物を奪い取ることもできる。拠点で発掘できる宝物の色や種類は偏りがあり、発掘だけではどうしても揃えられないこともままあるので対戦は必至である。このイベント用アイテムの機雷は宝物の1カ所に設置することによって、その宝物目がけて対戦をしようとした他のプレイヤーを自動的に撃退することができる。逆に、相手がすでに機雷を仕掛けた宝物目がけて攻撃をしたら自動的に敗北する。

### 美食の祭典
2019年4月に導入された新イベント。食品のみが交易品として陳列されたイベント海域を巡り、指定された食材を買い集めて課題の料理を作成することで功績値を獲得する。料理には3種類の調味料を組み合わせることで、出来栄えを示すランクが付けられる。課題の料理は毎日変化しており、いかに高いランクの料理を数多く作成するかで個別にイベント報酬を獲得する。したがって、このイベントのみAsPtはない。
料理に用いる調味料は、イベント海域に点在する遺跡から発掘して獲得する。遺跡には調味料の他に航海道具や贈り物、スキルトレーナーなども発掘できる。また、アイテム秘伝調味料を用いることで料理の出来栄えが大幅に増加する。
料理に用いる交易品は通常海域と同じように在庫があるので、在庫量を回復させるスキルを持つ航海士がいることが望ましい。ここでもアイテム在庫回復券を使用することである程度回復する。

## 海域争覇戦
2016年12月のアップデートにより実装され、翌年1月から始まった新しい形式のイベントである。プレイヤーはイベントごとに設定された複数の陣営のうち1つに所属し、期間内に酒場での依頼や交易などをすることによって貯まる争覇ポイントの総量を競う団体戦である。所属陣営はギルドなどの縛りはないが、一度所属した陣営から抜けると一定時間(48時間)再所属ができなくなる。
イベント終了時に所属していた陣営の争覇ポイントが最も高い陣営が勝利となり、その陣営に所属していたプレイヤーは、一定期間舞台となった海域での航海が有利になるエリアリワードを受けることができる。また、個人でも陣営に関係なく、獲得したポイントに応じたランキングによって賞品を得ることができる。賞品の中には争覇チケットと呼ばれるスカウトチケットもあり、専用のスカウトが行える。

## 時代設定
本作は、大航海時代を舞台にしているが、ゲーム内では年月の概念はなく、明確な時代設定はなされていない。登場する史実キャラクターも実在した年代に200年以上の開きのある人物たちが共存していることから、パラレルワールド的な側面が強い。
また、ロッコ・アレムケルをはじめとするシリーズキャラクターの登場や、メインクエストにて過去のシリーズの出来事が反映された内容になっていることからも「大航海時代シリーズ」の設定を引き継いでいるが、シリーズにおける本作の時系列はこれもまた明確にはなされていない。なお、一部の過去のシリーズの主人公は、キャンペーン報酬などで航海士カードとして配布されている。

## 主な登場人物
主人公（名称は自由に設定）
ポルトガル王国リスボンに住む青年。幼いころ父・ラモンが自身の作成した地図をもって失踪、その後母も病死し天涯孤独の身となった。幼馴染のフェルナンデスに誘われて「賢者の石」を探すため航海士となり、冒険の旅に出ることになる。
本作の主人公はプレイヤー自身である。ただし、容姿や能力値配分などのキャラクターメイキングはない。
ロッコ・アレムケル
「大航海時代シリーズ」に登場するポルトガル出身のベテラン航海士。義理人情に厚く、長年にわたりフェレロ家に仕えている。主に船長よりも航海士として舵を握ることと、新米船長を盛り立てることに生きがいを感じている。
航海士カードは発行されていない。
ニーナ
豊かな金の髪を持つ、ロッコの孫娘。姓は不明。メルカトルに師事し、若年ながらも一通りの航海術を納めた少女。主人公のサポート役として旅についてくることになる。
物語の進行役として長らくカードは発行されなかったが、2021年1月に初めてLRカードの航海士として実装された。
ソニア・デラクルス
イスパニア出身のトレジャーハンター。父が高名な冒険航海士だったこともあり、幼少時から鍛えられた操船技術を持って冒険航海士の道へ進んだ。その後、探検中に偶然発見した遺跡で宝を得てからトレジャーハントの虜となった。ジュピトルとは強い腐れ縁で結ばれており、メインクエストやイベントで事あるごとに張り合っている。
特典としてRランクの航海士カードとソースネクスト発売のスペシャルパック特典として、SRの航海士カードが発行されており、実際に艦隊へ配置できる。期間限定のSR航海士としても数種類が発行されている。2019年4月に登場したLR航海士では後述するジュピトル、ドレイクとともに第一弾として登場した。
ジュピトル・フェルナンデス
ポルトガルの没落貴族の息子。幼少時から港で海の仕事で小銭を稼ぎ、青年になってからは探検商人として、没落した家の再興のため活動する。行動力と人懐っこい愛嬌で道を切り開く自信あふれる航海士である。ただし、相当な女たらしで、メインクエストやイベントで事あるごとに女癖の悪さを披露してはソニアや女性航海士の手を焼かしている。
航海士カードは数種類発行されており、R、SR、LRランクの航海士として実際に艦隊へ配置できる。ソニア同様、イベント関連の限定カードも多い。
フランシス・ドレイク
史実の人物。イングランドの私掠海賊。
イスパニア海軍の奇襲に遭い遭難して以降、イスパニア船への襲撃を繰り返すようになる。また、ガレオン船ゴールデン・ハインド号を操り世界一周を果たした。後にアルマダの海戦でイングランド艦隊副司令として参戦し、火のついた船をイスパニア艦隊にぶつける戦法で、無敵艦隊を壊滅させた。長らくアルマダ海戦については不明であったが、2018年4月のイベントで海戦を再現するイベントが行われ、イングランド側の関係者が揃い踏みをした。本ゲームでは国家の意志を代弁する慇懃無礼な人物として、プレイヤーの行動を逐一監視し、しばし警告や圧力をかけてくる。
航海士カードは期間限定を含めて数種類、R、SR、UR、LRランクの航海士として実際に艦隊へ配置できる。
アイザック・ニュートン
史実の人物。数学、自然哲学、化学など広範に偉業を遺した科学者。
ケンブリッジ大学の教授でもあり、万有引力の法則の発見者としてよく知られる。本作ではイングランド科学アカデミーの重鎮として、ストーリー上で主人公と賢者の石に大きくかかわる役割を担っている。
航海士カードは数種類発行されており、R、SR、URランクの航海士として実際に艦隊へ配置できる。
レオナルド・ダ・ヴィンチ
史実の人物。イタリアの芸術家にして発明家。「万能人」とも呼ばれ多彩な分野で功績を残した。
本ゲームではシナリオでの登場の他に、所持している2枚の設計図を組み合わせて、低確率で等級の高い設計図に作り直してくれるイベントも発生する。
航海士カードは数種類発行されており、R、SR、URランクの航海士として実際に艦隊へ配置できる。
サンジェルマン
広く伝承に登場する人物。2016年12月から、真正海図にまつわる謎の男として登場する。玲瓏な貴公子だが、神出鬼没でその正体、目的は謎に包まれている。
2021年1月にLRカードが実装された。
フェルディナンド・マゼラン
史実の人物。2018年3月22日の新章『Around THe World』でクローズアップされたポルトガル出身の航海士。史実通り、世界一周航海の途上で死んだとされている。期間限定を含めて3種類発行されており、R、SRランクの航海士として実際に艦隊へ配置できる。
エマ・クラウゼヴィッツ
神聖ローマ帝国出身の女商人。没落した商家の娘で家の再興を目指して奔走しているが、陽気かついい加減な性格なので各国を遊び歩いているようにしか見えない。とても気前がよく、稼いだ金もすぐ人助けなどに使ってしまうので、逆にそれが広い人脈を生み出している。様々なシナリオで主人公一行を手助けする。自らのことは「エマちん」と呼んでいる。
航海士カードは期間限定を含めて数種類発行されており、N、R、SR、LRランクの航海士として実際に艦隊へ配置できる。
アルノー・フーバー
オーストリア出身の航海士。その実は秘密諜報員を自称する。普段は腰が低いが、誇り高く洒脱なスパイなのだという述懐をよくする（周囲には独り言だと思われている）。ゲーム中では、毎週土曜日のデイリーミッションは決まってフーバーの行方を捜索するクエストがあったこともあり、本ゲームの名物キャラクターでもある。
航海士カードはN、Rが登場しており、実際に艦隊へ配置できる。2019年3月のホワイトデーイベントでSRが登場した。
ララ・ウルダネータ
イスパニア出身の女性冒険家。惚れた男を追いかけ海に出た自称「愛のトレジャーハンター」。無謀なほどに行動力にあふれ、各地でトラブルに巻き込まれては主人公一行と関わりを持つことになる。オスカル・キースが勤めている「トレド商会」に所属する探検家でもあり、親切かつお人好しな商会長とともにオスカルの悩みの種となっている。
航海士カードは期間限定を含めてN、R、SR、LRランクの数種類が発行されている。
オスカル・キース
イスパニア出身の会計士。冷静な判断力と細やかな気配りができる敏腕家で、トラブルメーカー2人に手を焼きながらも商会を切り盛りする苦労人である。
航海士カードは期間限定を含めてN、R、SRランクの数種類が発行されている。
ラモン
主人公の父親。地図職人。主人公に数枚の地図と羅針盤を残す。ラモンの行方を追うことがストーリーの本流になっている。長らく顔面が隠された姿で登場していたが、2021年1月にLRランクの航海士カードとして全貌が明らかにされた。
『大航海時代III Costa del Sol』に登場した主人公の一人、ラモン・デ・マルシアスとは同名であるが、本人であるかの関連は不明。

### 登場する著名人
前述の通り、本ゲームでは15世紀から18世紀の史実の人物や、物語の登場人物など多数の著名人が航海士として登場している。ここでは本ゲームオリジナルではない著名人の名前を列挙する（2021年1月時点。順不同）。なお、人物名表記はゲーム上の表記に従っている。
| ポルトガル、イスパニア - ドン・フアン・アウストリア - カタリーナ・デ・エラウソ - アルバロ・デ・バサン - アレッサンドロ・ファルネーゼ - アナ・デ・メンドーサ - アンブロジオ・スピノラ - バルトロメウ・ディアス - ヴァスコ・ダ・ガマ - アフォンソ・デ・アルブケルケ - ペドロ・アルヴァレス・カブラル - アロンソ・ペレス・デ・グスマン - フアン・エルカーノ - ポンセ・デ・レオン - マルガリータ・テレサ - フランシスコ・ザビエル - ルイス・フロイス - ミゲル・セルバンテス - マリア・デ・レオン - セバスティアン・ビスカイノ - アマロ・ロドリゲス・フェリペ イングランド及び周辺国 - ジョン・ホーキンス - ウォルター・ローリー - ウィリアム・キッド - シャーロッテ・デ・ベリー - グレイス・オマリー - トーマス・キャベンディッシュ - ジェームズ・クック - アレクサンダー・ハミルトン - ホレーショ・ネルソン - メアリ・ステュアート - アン・ブーリン - フランシス・ウォルシンガム - ウィリアム・ハワード - マーティン・フロビッシャー - ロバート・ダドリー - ロバート・ブレイク - クリストファー・ニューポート - ウィリアム・アダムス - ジョナサン・スウィフト - ウィリアム・シェイクスピア - ジョン・ディー - エドワード・ケリー - ジョン・ハリソン イタリア諸国 - アンドレア・ドーリア - ジャンアンドレア・ドーリア - ジャン・ド・ヴァレット - アゴスティーノ・バルバリーゴ - セバスティアーノ・ヴェニエル - マーカントニオ・コロンナ - アメリゴ・ヴェスプッチ - クリストファー・コロンブス - カテリーナ・スフォルツァ - イザベラ・デステ - ベアトリーチェ・デステ - ロレンツォ・メディチ - チェーザレ・ボルジア - ルクレツィア・ボルジア - ミケロット・コレーリア - ミケランジェロ・ブオナローティ - ベロニカ・フランコ - ガリレオ・ガリレイ - パオロ・トスカネリ - ニッコロ・マキャヴェリ | フランス及び周辺国 - マリー・アントアネット - シャルル・ダルタニャン - シャルロット・コルデー - リシュリュー - アブラハム・マルキ・デュケーヌ - ジャン・バール - イザベル・ド・ロレーヌ - アンヌ・ドートリッシュ - マルグリット・ド・ヴァロワ - マリー・ジャンヌ・ベキュー - マリー・ド・ロアン - ジャクリーヌ・ド・エノー - ノストラダムス - ニコラ・フラメル - ペレネレ・フラメル - ジャンヌ・バレ ネーデルラント - マウリッツ・ファン・ナッサウ - ミヒール・デ・ロイテル - メンノ・フォン・クーホルン - マールテン・トロンプ - ニコラス・クーケバッケル - ジョン・ガブリエル・ステッドマン - ゲラルドゥス・メルカトル - アブラハム・オルテリウス - ルネ・デカルト - メルヒオール・ファン・サントフォールト 中欧諸国 - アルブレヒト・ヴァレンシュタイン - マリア・ジビーラ・メーリアン - ヨハネス・ケプラー - ニコラウス・コペルニクス - パラケルスス - ヨハンネス・リヒテナウアー - フランチェスコ・デ・タシス - マルティン・ヴァルトゼーミュラー スウェーデン、ポーランド - グスタフ・アドルフ - マリア・エレオノーラ - クリスティーナ - アクセル・オクセンシェルナ - セシリア・ヴァーサ - オラウス・マグヌス - スタニスワフ・コニェツポルスキ 東欧諸国 - ヴラド・ツェペシュ - バートリ・エルジェーベト - グリゴーレ・ピンテア - フィロセイ ロシア及びスラブ諸国 - ピョートル1世 - エカチェリーナ・アレクセーエヴナ - フョードル・アプラクシン - フランソワ・ルフォール - タマル・バグラティオニ - イェルマーク - ウラジーミル・アトラソフ オスマン帝国、バルバロッサ海賊 - バルバロス・ハイレディン - ウルージ・ハイレディン - イブラヒム - シナーン・パシャ - アイディン・レイス | - ピリー・レイス - マホメッド・シャルーク - アリ・パシャ - トルグート・レイス - ウルグ・アリ - サフィエ・スルタン - ロクセラーナ インド - ムムターズ・マハル - シェール・シャー - ファルザナ・ソムル - カナージ・アングリア - シヴァージー 中国、朝鮮 - 鄭和 - 秦良玉 - 戚継光 - 鄭一嫂 - 陳祖義 - 徐霞客 - 鄭成功 - 李舜臣 - 洪吉童 - 金萬徳 - 黄真伊 日本 - 織田信長 - 明智光秀 - 徳川家康 - 伊達政宗 - 愛姫 - 大祝鶴姫 - 出雲阿国 - 小早川隆景 - 九鬼嘉隆 - 山田長政 - 伝兵衛 新大陸 - エドワード・ティーチ - アン・ボニー - メアリ・リード - サミュエル・ベラミー - エドワード・ロウ - ヘンリー・モーガン - ジョン・ラッカム - バーソロミュー・ロバーツ - ウッズ・ロジャーズ - ウィリアム・ダンピア - ベンジャミン・ホーニゴールド - フランソワ・ロロノア - フランシスコ・ピサロ - ディエゴ・デ・アルマグロ - エルナン・コルテス - マリンチェ - ミシェル・ド・グラモン - ラウレンス・デ・グラーフ - クアウテモク - ポカホンタス - ゴンサロ・ゲレーロ - ヘロニモ・デ・アギラール |

| - ドン・キホーテ - ドン・フアン・テノーリオ - シェヘラザード - シンドバード - アルヴィダ - 林黙娘 - テウタ | - アトス - ポルトス - アラミス - ミレディ・ド・ウィンター - ロシュフォール - レミュエル・ガリバー | - ロミオ・モンタギュー - ジュリエット・キャプレット - ケイト・ミノーラ - フィガロ - シャイロック - グッディ・ハレット |

## 他作品とのコラボレーション

### 連動
同じコーエーテクモゲームスが運営している各種ブラウザゲーム（『100万人の信長の野望』、『のぶニャがの野望』、『信長の野望 201X』など）とは互いに連動しており、該当するゲーム内で課題を達成することにより、本ゲームでチケットなどの各種アイテムを獲得することができる。これは連動先のゲームでも同様で、本ゲーム内の課題を達成することによって連動先のゲームで特典を獲得できる。課題を達成した際の報酬はメニュー項目の連動にて、各連動作品のページからそれぞれ、受け取ることができる。
連動先のゲームでチュートリアルを受けると、『大航海時代II』の登場キャラクター、ジョアン・フェレロ、オットー・スピノーラ、そして『大航海時代IV PORTO ESTADO』のリル・アーゴットが獲得できる。
2017年8月には、『100万人の信長の野望』の関ヶ原イベントに連動して、石田三成が登場した。

### コラボ企画
2017年1月に、皆川亮二の漫画『海王ダンテ』とのコラボ企画が行われた。主人公ダンテ・ホレーショ・ネルソンが登場するイベントが開催され、航海士カードとしても登場した。なお、ダンテのカードはSRカードの他、本作で初のURカードが登場した。
同年5月には、同社の「アトリエシリーズ」20周年を記念してのコラボ企画が行われ、第1作『マリーのアトリエ』からマリー(UR)が、『ロロナのアトリエ 』などアーランド王国シリーズからロロナ、トトリ、メルル、ステルクが航海士として登場した。その後もアトリエシリーズとのコラボは毎年行われている。
2019年11月には、後発となる『大航海時代Ⅵ』の航海士がコラボ企画として登場した。
2020年4月には、大久保圭の漫画『アルテ』のアニメ放送記念としてコラボ企画が組まれ、アニメ版の登場人物が勢揃いした。

#### 他社ゲームとのコラボ企画
他社のブラウザゲームとのコラボ企画として、そのゲームのキャラクターが航海士として登場している。
- 『楽園生活ひつじ村 大地の恵みと冒険の海』（サクセス）よりアリエル・シンクレア
- 『戦の海賊』（マイネット）よりカーシャ
- 『妖怪百姫たん!』(マイネット)より猫又
- 『戦乱のサムライキングダム』(マイネット)より初芽
- 『神姫覚醒メルティメイデン』(マイネット)より四野森あかり
- 『ウチの姫さまがいちばんカワイイ』(マイネット)よりリィナ・プリンセラ